# Duda-Epureni
Duda-Epureni è un comune della Romania di 4 927 abitanti, ubicato nel distretto di Vaslui, nella regione storica della Moldavia. 
Il comune è formato dall'unione di 4 villaggi: Bobești, Duda, Epureni, Valea Grecului.